# Dobra Voda (Bojnik)
Pour les articles homonymes, voir Dobra Voda.
Dobra Voda (en serbe cyrillique : Добра Вода) est un village de Serbie situé dans la municipalité de Bojnik, district de Jablanica. Au recensement de 2011, il comptait 57 habitants.
Dobra Voda est située sur les bords de la Pusta reka, un affluent de la Južna Morava.

## Démographie

### Évolution historique de la population
| 1948 | 1953 | 1961 | 1971 | 1981 | 1991 | 2002 | 2011 |
| ---- | ---- | ---- | ---- | ---- | ---- | ---- | ---- |
| 359  | 389  | 406  | 329  | 200  | 110  | 88   | 57   |

|  |